# 永山ゆうのん
永山ゆうのん（ながやま ゆうのん、9月13日生）は、日本のイラストレーター、原画家、漫画家。

## 経歴・人物
個人サークル「すたーだすとくれいどる」にて同人活動をしていたが、2010年頃よりアンソロジーコミックスを中心に商業媒体でも執筆活動を行うようになった。
今日では、漫画のほか、ゲーム原画も手がける。スクール水着や百合をテーマにした作品が多い。

## 主な作品

### 漫画
- そらぷれいす - 『まんがタイムきららMAX』2015年2月号・3月号（芳文社）
- みゅ〜こん! - 『まんがタイムきららMAX』（芳文社）、全2巻
- 初恋*れ〜るとりっぷ - 『まんがタイムきららMAX』（芳文社）、全3巻

### 原画
- Summer Pockets（Key）
- Angel Beats! -1st beat-（Key）
- 初恋*シンドローム（Campus）
- その花が咲いたら、また僕は君に出逢う（Campus）
- SPIRAL!!（Navel）
- 勇者を引退してよろず屋をオープンしたけど、なぜかアダルトグッズに人気が集中している件。（onomatope*raspberry）
- anemoi（Key）[4]

### その他
- 絵師100人展 04・07・08・10（産経新聞社）参加
- きららファンタジア（ドリコム、芳文社） 暗黒冬将軍 イラストレーター
- Z/X -Zillions of enemy X- (BROCCOLI）ミーリィ イラストレーター